# 罗楚玥
罗楚玥（2001年8月—），出生于长春市，中国围棋职业六段棋手。2023年12月28日，在第二届“衢州烂柯杯”世界围棋公开赛女子组决赛中力克吴依铭，获得女子组唯一出线权。2024年代表成都银行队夺得第十一届中国女子围棋甲级联赛团体冠军并一人独得最佳女棋手和最多胜局两项大奖。2025年8月8日再次战胜吴依铭，获得第五届中国女子国手战冠军。